# Dicranomyia libertoides
Dicranomyia libertoides là một loài ruồi trong họ Limoniidae. Chúng phân bố ở miền Tân bắc.